# James Mure-Campbell (5e comte de Loudoun)
James Mure-Campbell, 5e comte de Loudoun (11 février 1726 - 28 avril 1786), est un aristocrate écossais, soldat et député. 

## Biographie
Il est le fils unique de Hon. Sir James Campbell (1680-1745), député de Lawers, Perthshire et Lady Jean Boyle. Il prend le nom de Mure en 1729 en héritant du domaine de Rowallan près de Kilmaurs, dans l'Ayrshire de sa grand-mère Jean Mure, comtesse de Glasgow, héritière de la famille de Mure de Rowallan. 

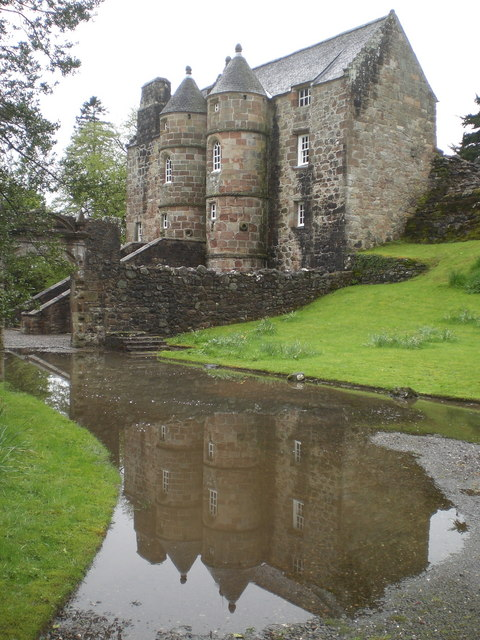
Rowallan Castle

Il hérite du domaine Lawers près de Perth en 1745 à la mort de son père lors de la bataille de Fontenoy et succède à son cousin comme 5e comte de Loudoun en 1782 . 
Il sert dans l'armée, atteignant le grade de major général en 1781 et représente Ayrshire au Parlement de 1754 à 1761. 
Il épouse Flora Macleod, fille de John Macleod de Raasay. Leur unique enfant, Flora Mure-Campbell, devient 6e comtesse de Loudoun et épouse George Rawdon-Hastings (2e marquis d'Hastings). 